# Бджолині стільники

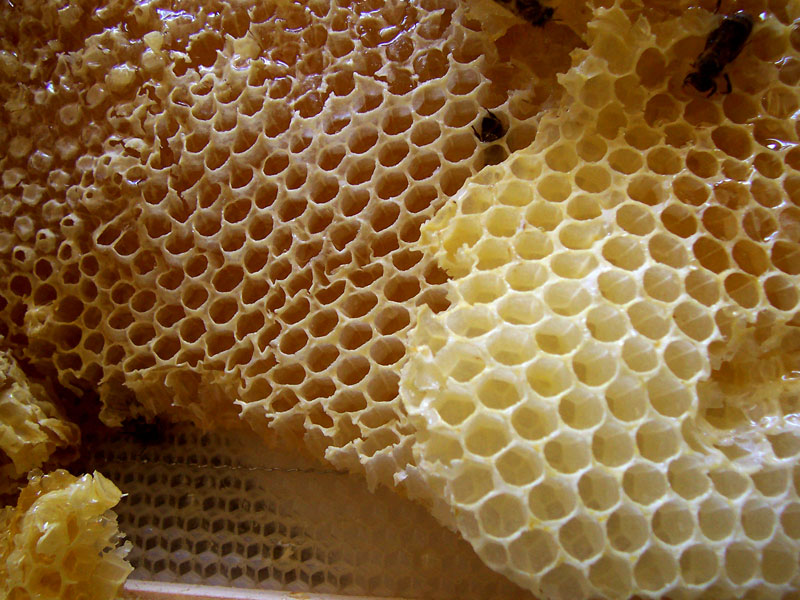
Бджолині стільники

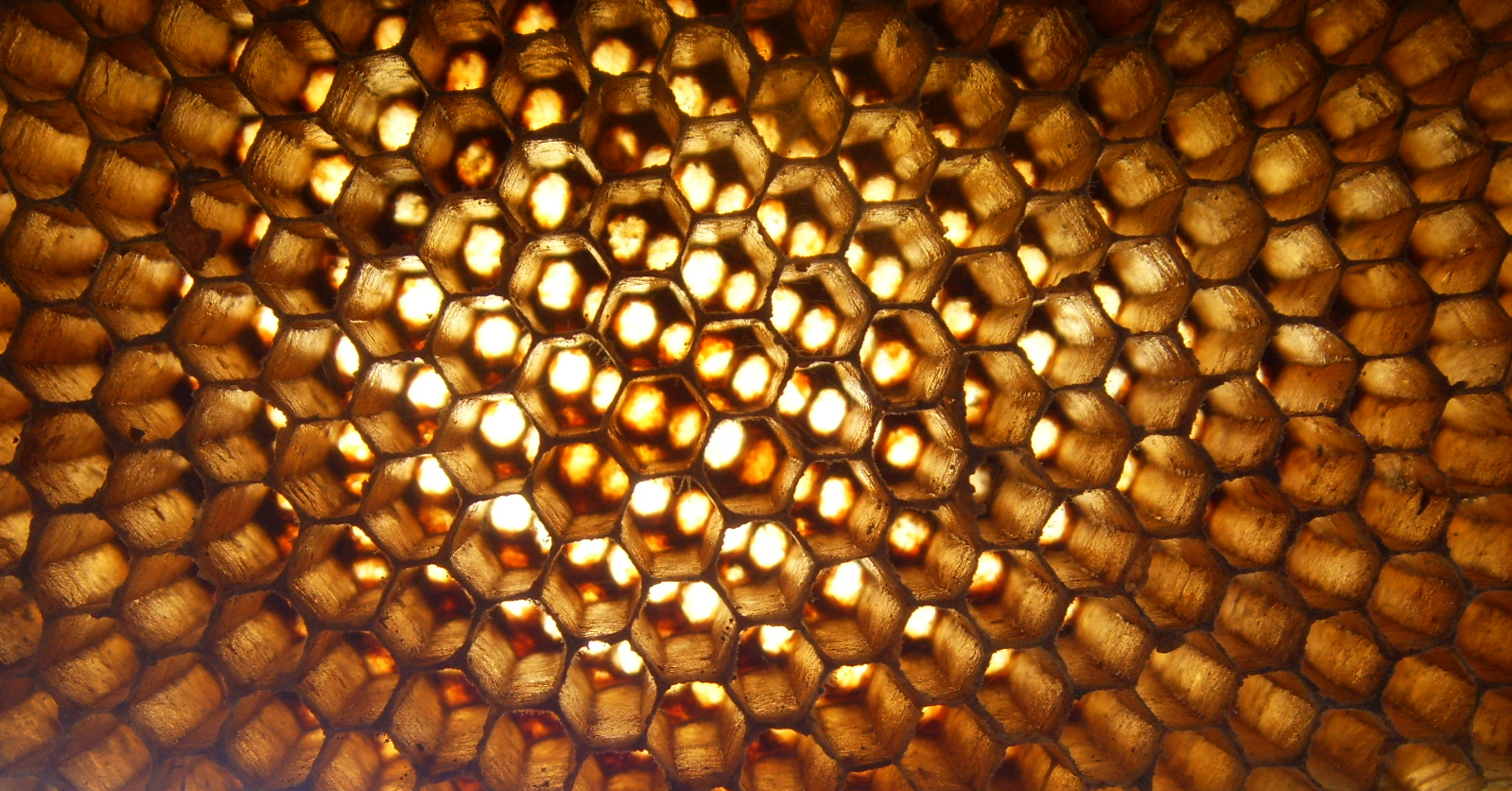

Бджоли́ні стільники́, також щільники́ (походження слів неясне: може бути пов'язане і зі стіл, і стелити, і щілина, і стіна) — листи, утворені чашечками з воску, що їх бджоли й оси роблять для зберігання запасів меду та перги, вирощування потомства і перебування дорослих комах. Бджолині стільники складаються з  шестигранних призматичних чашечок, що розташовані по обидва боки від загальної середньої стінки.

## Типи чашечок

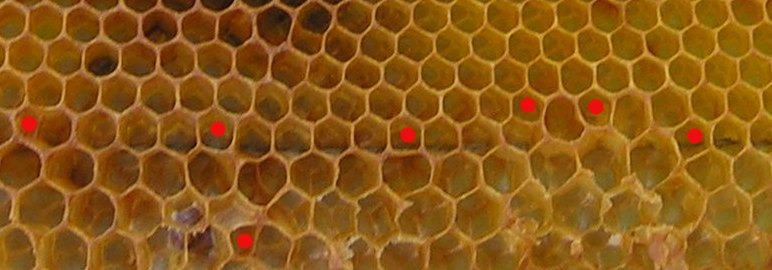
Ділянка стільника з бджолиними (вверху) та трутневими (внизу) чарунками. Між ними видно перехідні три-/чотири-/п'ятикутні чашечки (відмічені червоним)

Стільникові чашечки називають чару́пками або, хибно, чару́нками. Примітка. На думку укладачів Етимологічного словника української мови та деяких інших мовознавців, написання «чарунка» виникло в 1918 році внаслідок друкарської помилки в слові «чарупка», що була повторена пізніше в кількох словниках. Насправді ж це слово утворене від діалектних чару́п («череп») та чару́па («черепок»), що є результатами видозміни слова череп.
Чарупки різняться за типом: бджолині і трутневі, між якими бджоли будують перехідні, оскільки розміри перших 2-х типів чашечок відрізняються. Досить відмінні маточники, але вони також розташовуються на стільниках і побудовані з воску.

## Рамки

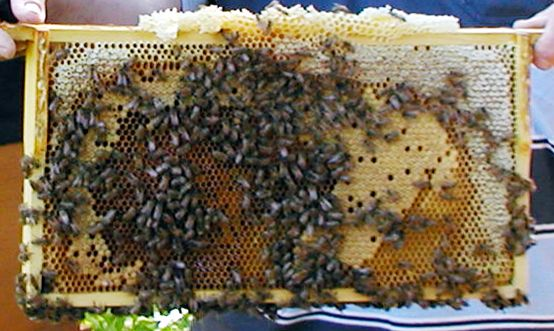
Рамка з бджолами. Видно запечатані стільники: у верхній частині з медом, в центральній — з розплодом

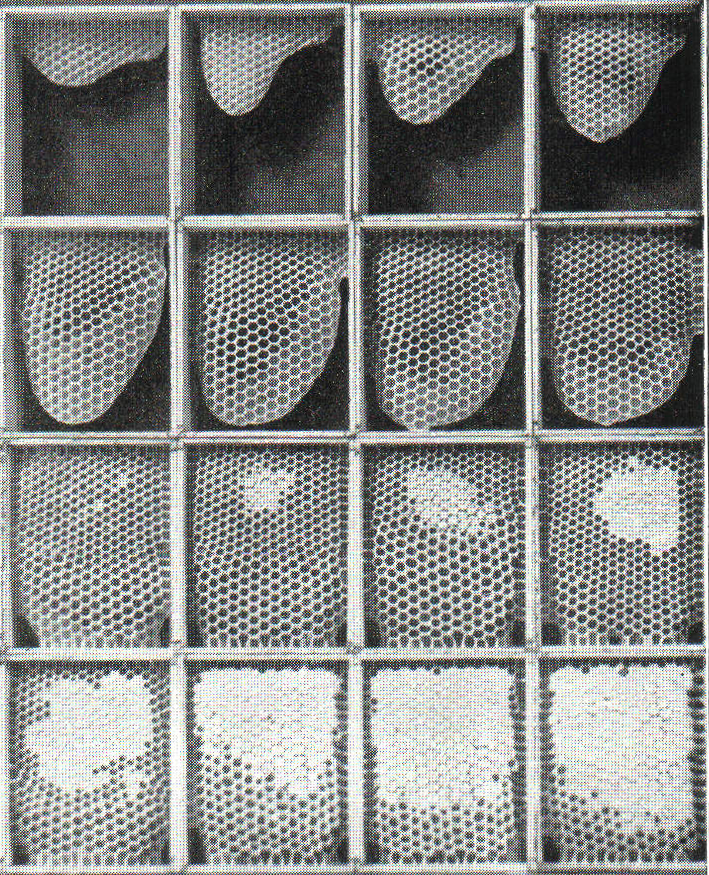
Бджоли починають будувати стільники з верхньої частини кожної секції. Коли чашечка заповнюється медом, бджоли запечатують її воском.

Розмір стільників залежить від форми і величини стандартної рамки вулика.
У старовинних вуликах стільники підтримували невеликі палички — снози. У сучасному бджільництві стільники можна витягати з вулика завдяки використанню рамкової системи.
Перший рамковий вулик, як прийнято вважати у вітчизняній традиції, винайшов в 1814 році видатний український бджоляр  П. І. Прокопович. На першість у цьому питанні претендують також Ян Дзержон (створив свій розбірний вулик в 1838) і Август фон Берлепш (1852). Однак рамкова конструкція, близька до сучасної, була запатентована в США Лоренцо Лангстротом в 1851 році; рамки у вулику Лангстрота витягувалися зверху, саме ця конструкція і стала найпоширенішою у світі.

## Фізика стільників
Бджолині стільники — найдосконаліші будівлі  комах. У вулику стільники розташовані вертикально. Заповнені медом стільники в стандартних рамках містять до 4 кг меду. Простір для проходу бджіл між стільниками називається вуличкою, його стандартна ширина дорівнює 12-13 мм.
Стільники будуються з двох боків, і спосіб «кріплення» кожної з чашечок не передбачає яких-небудь шпарок і нестиковок у всіх трьох вимірах. Завдяки цьому на будівництво однієї чашечки витрачається мінімум воску — на будівництво однієї бджолиної чарунки бджоли витрачають близько 13 мг воску, трутневої — 30 мг, на будівництво всього стільника — 140—150 грамів.

## Геометрія стільників

Найщільніша упаковка кіл на площині

Шестикутна форма є найбільш економічною й ефективною фігурою для будівництва стільників.
Горизонтальний діаметр бджолиної чашечки 5,3 — 5,7 мм (на 1 см 2  припадає близько чотирьох чашечок), глибина 10-12 мм; товщина стільників з незапечатаним розплодом — в середньому 22 мм, а після їхнього запечатування — до 25 мм і більше. Об'єм чарунки — близько 0,28 см 3. При будівництві стільників бджоли використовують магнітне поле землі як орієнтир. Чашечки стільників бувають трутневі, медові та розплідні. Вони відрізняються за розміром і глибиною. Медові — глибші, трутневі — ширші.
Закриті кінці стільників — приклад геометричної ефективності, хоча й тривимірної та мало помітної. Кінці вершини тригранника, що утворюють ромбічний додекаедр, утворюють кут в 120°, який зводить до мінімуму площу поверхні при цьому обсязі (кут, утворений краями на вершині піраміди, становить близько 109 ° 28 '16 "(= 180° — arccos (1/3))). Комп'ютерна модель чарунки демонструє гексагональну трубку, розділену на три рівні ромби, які сходяться в точці на осі стільника:
Форма стільників є такою, що два протилежні шари чашечок гнізда входять один на одного, кожна грань з'єднує решту, що розділяють протилежні чашечки.

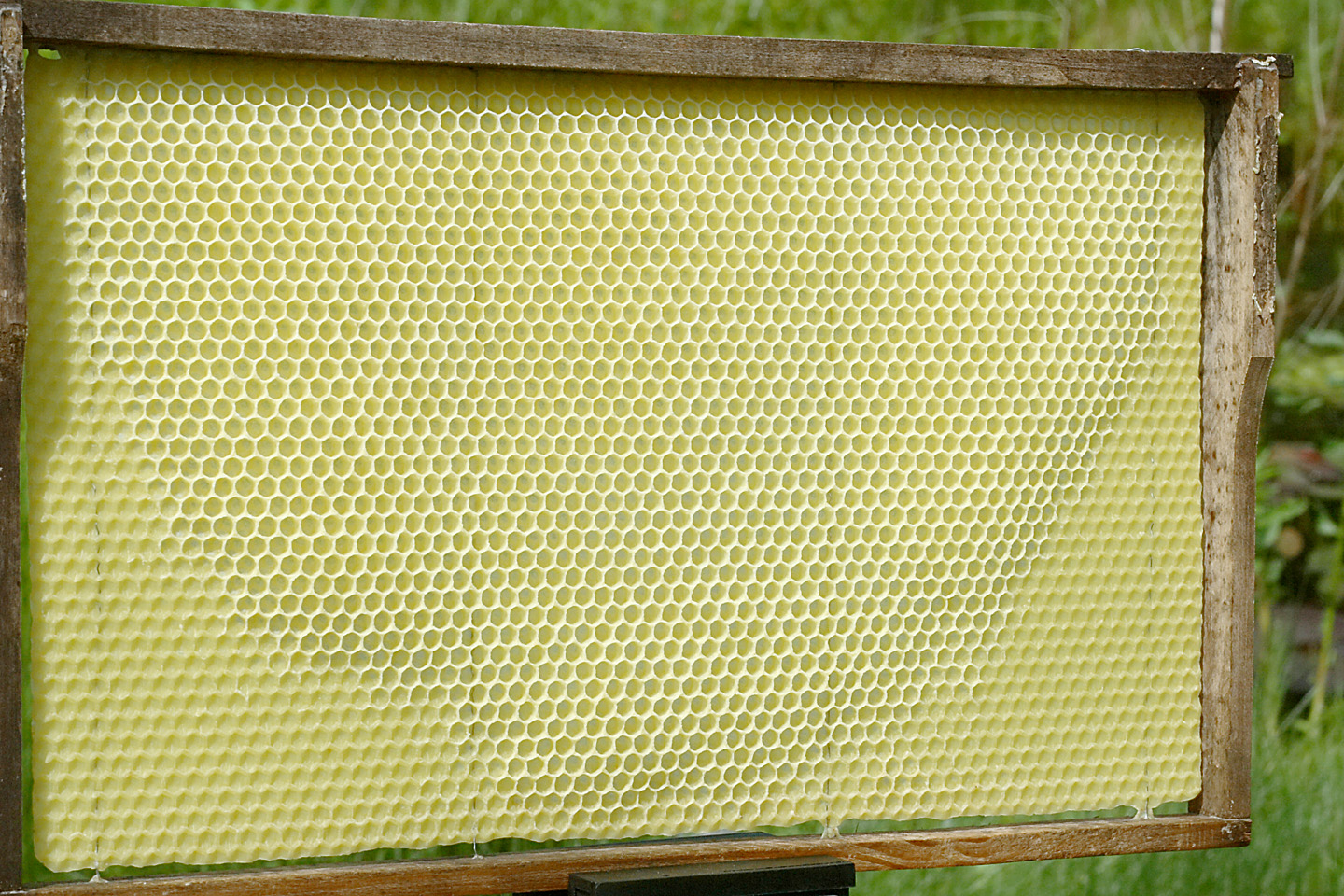
Пластина «штучного стільника», де бджоли вже завершили деякі чарунки

Комірки розташовуються під кутом близько 13° від горизонталі, щоб запобігти витіканню меду.

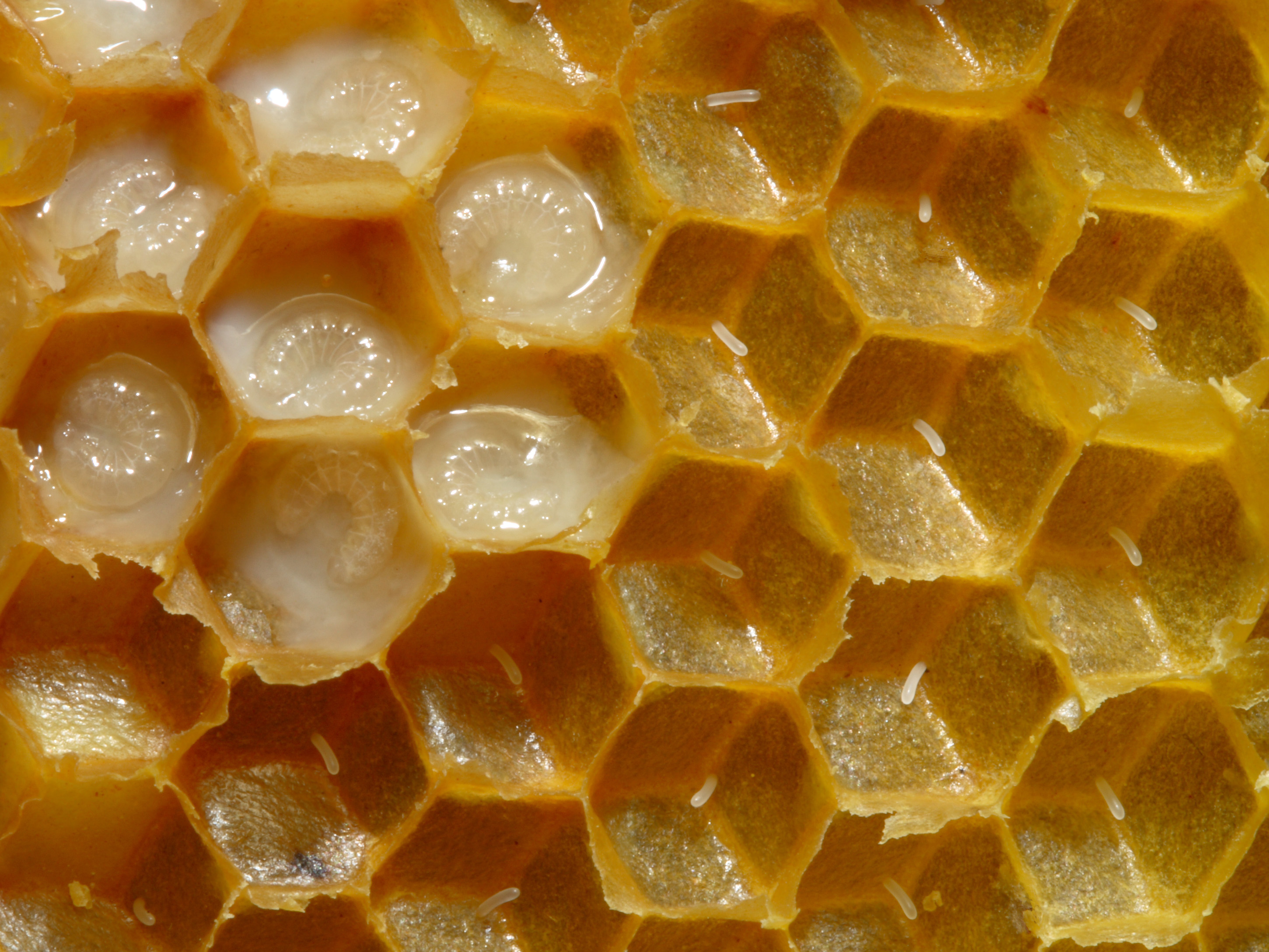
Стільники з яйцями та личинками

## Суш
Стільники без бджіл у бджільництві називають сушшю. Суш підставляють в бджолині сім'ї для їхнього розширення, використовують для утворення нових сімей (відведень).